# ФК Компостела
Спортско друштво Компостела (шп. Sociedad Deportiva Compostela) шпански је фудбалски клуб из града Сантијаго де Компостела. Тренутно наступа у Другој Б дивизији, а домаће утакмице игра на стадиону Сан Лазаро капацитета 12.000 места.

## Историја
Клуб је основан 1928. године и такмичио се до 1946. године. Дана 28. октобра 1962. настао је нови клуб који се спојио са клубом Аренал направивши Спортско друштво Компостела. Најуспешнији период клуба био је од 1994. до 1998. године када је наступао у Ла Лиги. Почетком 21. века клуб је имао финансијске проблеме због чега је доживео банкрот. Савремени клуб је настао 1. јуна 2004. под именом Кампус Стеле (шп. SD Campus Stellae), а од 2007. године носи данашњи назив.